# Un intrus dans la villa
Pour plus de détails, voir Fiche technique et Distribution.
Un intrus dans la villa (Villetta con ospiti) est un film dramatique franco-italien réalisé par Ivano De Matteo et sorti en 2020.

## Synopsis
Diletta est l'héritière d'une famille bien connue de la classe moyenne dans la petite ville de Vénétie où elle vit avec son mari Giorgio, ses enfants et sa mère Miranda, qui habite à proximité et est soignée par Sonja, une aide-soignante d'origine roumaine.
Alors que Giorgio s'absente quelques jours, officiellement pour son travail, mais en réalité pour avoir des relations extraconjugales, Diletta est surprise pendant la nuit par des bruits. Inquiète pour sa sécurité et celle de ses enfants, elle s'arme d'un pistolet et, apercevant un intrus dans la pénombre, lui tire dessus. L'intrus semble grièvement blessé au point d'être laissé pour mort. Alertés par Diletta, Don Carlo, le curé du village, et Giorgio, qui demande à son tour de l'aide à l'agent de police Carmine, arrivent à la maison.
L'intrus s'avère être Adrian, le fils de l'aide-soignante de Miranda, qui est en fait entré secrètement dans la maison pour passer la nuit avec Beatrice, la fille adolescente de Diletta et Giorgio. Personne n'appelle à l'aide, à l'exception du médecin qui soigne Miranda et qui tente de sauver Adrian, mourant.
Dans la dynamique des événements, chacun des personnages présents sur les lieux a tout à perdre : Diletta a tué un adolescent désarmé, Don Carlo est menacé par Diletta de révéler les relations qu'il entretient avec certaines femmes du village — dont, par le passé, Diletta elle-même — s'il ne garde pas pour lui ce qui s'est passé, Giorgio détenait illégalement l'arme que Carmine lui avait procurée, et le médecin est soumis au chantage de Carmine pour des enquêtes en cours sur son compte, en échange de sa tentative de sauver Adrian.
Dans la nuit, Sonja arrive également au chalet, inquiète de ne pas avoir pu retrouver son fils depuis des heures. Venue demander des informations, elle remarque la mobylette d'Adrian devant l'entrée et insiste donc pour entrer. Après la découverte poignante de la mort de son fils, dont les personnes présentes lui disent qu'elle est le résultat d'une tentative de vol à main armée qui s'est terminée en tragédie, elle se voit proposer par Giorgio de l'argent pour régler l'affaire et retourner en Roumanie.
Après avoir hésité, Sonja est forcée d'accepter, succombant au pouvoir économique et social que la famille pourrait exercer au tribunal et devant les médias.

## Fiche technique
- Titre français : Un intrus dans la villa[1]
- Titre original italien : Villetta con ospiti[2]
- Réalisation : Ivano De Matteo
- Scénario : Ivano De Matteo, Valentina Ferlan
- Photographie : Maurizio Calvesi
- Montage : Marco Spoletini
- Musique : Francesco Cerasi
- Décors : Sonia Peng
- Production : Francesca Di Donna, Marco Poccioni, Marco Valsania
- Sociétés de production : Rodeo Drive, Rai Cinema, Les Films d'ici
- Pays de production :  Italie (95 %) -  France (5 %)[1]
- Langue originale : italien
- Format : couleurs
- Genre : drame
- Durée : 88 minutes
- Dates de sortie : 
  - Italie : 30 janvier 2020

## Distribution
- Marco Giallini : Giorgio
- Michela Cescon : Diletta
- Massimiliano Gallo : commissaire Carmine Panti
- Erika Blanc : Miranda, la mère de Diletta
- Cristina Flutur : Sonja
- Bebo Storti : Docteur De Santis
- Vinicio Marchioni : Don Carlo
- Monica Billiani : Béatrice
- Ioan Tiberiu Dobrica : Adrian
- Marius Bizău : Oncle Ilija
- Giovanni Visentin : orthopédiste